# Фріфлай

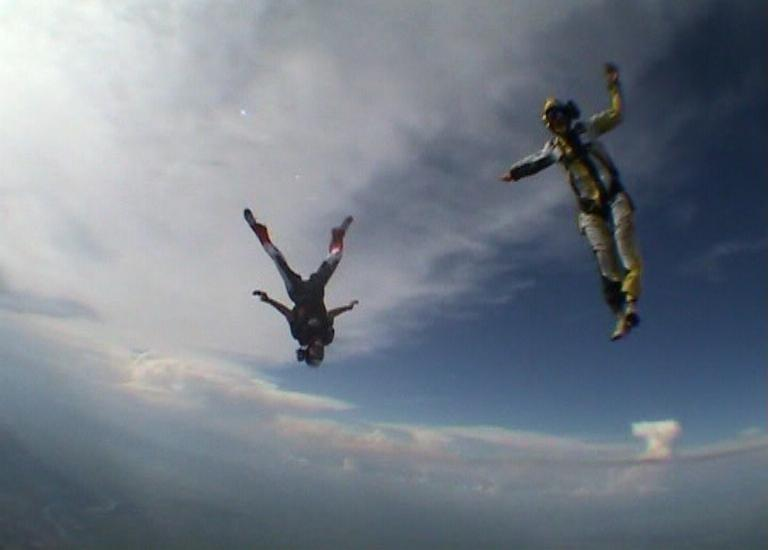

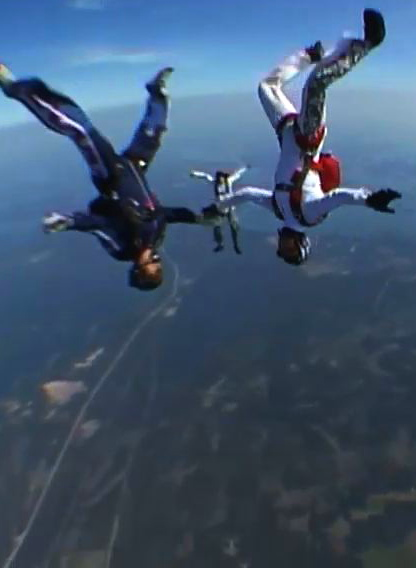

Фріфлай (англ. FreeFly, FF) — один з напрямків парашутизму, коли вільне падіння здійснюється на більш високих швидкостях в позах, відмінних від класичної. Відноситься до артистичних командних видів парашутного спорту, де беруть участь два і або більше спортсменів-перформерів і оператор. Від решти видів парашутного спорту фріфлай відрізняє вертикальне положення тіла в потоці повітря у більшості вправ, а також висока швидкість вільного падіння, що досягає 250–270 км/год.

## Історія виникнення
Своєю появою фріфлай зобов'язаний Олаву Ціпсеру — досвідченому парашутисту-новатору, який ще на початку 1980-х почав експериментувати з нетрадиційними способами польоту під час вільного падіння. У 1992 р. Ціпсер заснував FreeFly Clowns з кількома парашутистами. FreeFly Clowns також приписують відкриття першої Школи навчання фріфлай. Олав Ціпсер також став використовувати спеціальний більш важкий м'яч як орієнтир, що дозволяє спортсменам летіти з певною швидкістю.
У листопаді 2000 р. в Елое (Аризона, США) пройшли перші змагання в дисципліні фріфлай. Перший чемпіонат світу відбувся в Гранаді (Іспанія) під час другого World Air Games в червні 2001 р.

## Види фріфлай-стрибків
- Одиночний стрибок. Необхідний для відпрацювання різних елементів стрибка, особливо на етапі навчання;
- Командний фріфлай. Стрибок 2-х спортсменів, що виконують різні фігури, і повітряного оператора. Включає в себе виконання обов'язкової і довільної програм;
- Біг Вей. Груповий стрибок 4-х і більше осіб, які утворюють певну фігуру у вільному падінні в позах HeadDown або (і) HeadUp;
- 3D-формація. Груповий стрибок, що складається з парашутистів, що падають в «класичній» позі, і з парашутистів, що падають у позах HeadDown або (і) HeadUp;

## Технічні терміни
- Поза HeadUp — вертикальне положення тіла, голова вгору. Сюди також відносяться пози SitFly — положення тіла «сидячи», і StandFly — положення тіла «стоячи»;
- Поза HeadDown — вертикальне положення тіла, головою донизу;
- BackFly — політ спиною донизу;
- Коркінг — вертикальне переміщення щодо партнера або групи;
- Зумінг — горизонтальне переміщення щодо партнера або групи;
- Трекінг — горизонтальне переміщення групи парашутистів в один бік, в положенні на животі або (і) на спині;
- Флокінг — таке ж переміщення, але в положенні HeadDown, під кутом 45˚ до горизонту.

## Правила безпеки
Через те, що швидкості під час фріфлай-стрибків дуже високі, дана дисципліна є однією з найнебезпечніших в парашутизмі. Під час стрибка на фріфлай необхідно особливо ретельно контролювати рухи по зміні положення тіла. Кожен рух у стрибку призводить до зміни швидкості і напряму руху.
Фріфлай передбачає взаємодію повітряного оператора і команди. Час виступу команди відлічується з моменту відділення від літака і триває 45 сек. Оцінюється якість виконання заданих і довільних елементів, видовищність, а також знання специфічних правил безпеки при стрибках на фріфлай.
Навчання фріфлаю завжди відбувається під керівництвом досвідченого інструктора. Для допуску до стрибків на фріфлай необхідно пройти обов'язкову базову підготовку (ОБП).

## Цілі і завдання ОБП
На початку ОБП дозволяє здійснювати стрибки на фріфлай в групі з двох чоловік. Потім, за наявності прогресу — в групах з великим числом учасників, залежно від рівня підготовки та досвіду учасників. Жоден спортсмен не допускається до групових стрибків на фріфлай без проходження ОБП або аналогічного курсу. Щоб відповідати критеріям оцінки ОБП, необхідно продемонструвати наступне:
- Поза «Head Up» — без зусиль утримувати рівновагу. Обертання у всіх площинах. Контроль рівня та віддалення.
- Поза «Head Down» — утримання вертикального положення (необмежений час).
- Виконання усіх вимог безпеки. Візуальний контроль. Правильні дії при втраті пози.
- Розбіжка і трекінг — відстеження висоти і початок розбіжки. Перехід до прогресивного ефективному трекінгу. Вибір вірного напряму трекінгу щодо інших учасників групи і «бочка» для візуального контролю ситуації.
- Знання специфічних «Правил безпеки під фріфлай».[1]

## Навчання на тренажері
Завдяки появі аеротруби, навчатися фріфлаю стало набагато простіше. Вільне падіння при фріфлай-стрибку триває близько 45-55 сек, протягом яких треба встигнути засвоїти матеріал. Мінімальний же час польоту в аеротрубі — 2 хв. Польотна камера аеротруби вміщає у себе до восьми осіб, що дозволяє вивчити більшість комбінацій рухів, а також навчитися рухатися на мінімальних відстанях один від одного.

## Фріфлай як розвага
Завдання — перетворити стрибок у видовищне шоу. Практикується також використання під час стрибка різних предметів — скайболів і труб. «Скайбол» (англ. skyball) — найчастіше тенісний м'яч, набитий дробом, з прив'язаною стрічкою. Падає з тією ж швидкістю, що і фріфлаєри, що дозволяє перекидати його між собою. «Труба» — щільна тканина, зшита в порожнисту трубу, до низу якої прилаштовується ручка, щоб тримати її вертикально в потоці.

## Ресурси Інтернету
- Офіційний сайт Олава Ципсера  (англ.)
- Офіційний сайт ФАІ [Архівовано 20 жовтня 2013 у Wayback Machine.][2] (англ.)

## Виноски
1. 1 2  Керівництво по FreeFly (переклад Cenre de Paracaigudisme Costa Brava/Babylon S.L. МАРТ 2002). Архів оригіналу за 12 серпня 2014. Процитовано 12 лютого 2015.
2. ↑  Міжнародна федерація повітроплавання